# 兵庫郵便局 (兵庫県)
兵庫郵便局（ひょうごゆうびんきょく）は、兵庫県神戸市兵庫区にある郵便局。民営化前の分類では集配普通郵便局であった。

## 概要
住所：〒652-8799 兵庫県神戸市兵庫区大開通2-2-19

### 併設施設
- ゆうちょ銀行兵庫店（大阪支店兵庫出張所）：取扱店番号436540

## 沿革
- 1967年（昭和42年）11月6日 - 兵庫郵便局として、兵庫区大開通二丁目に開局[1]。
- 1983年（昭和58年）2月 - 局舎落成。
- 1996年（平成8年）7月1日 - 外国通貨の両替および旅行小切手の売買に関する業務取扱を開始。
- 2007年（平成19年）10月1日 - 民営化に伴い、併設された郵便事業兵庫支店、ゆうちょ銀行兵庫店に一部業務を移管。
- 2012年（平成24年）10月1日 - 日本郵便株式会社発足に伴い、郵便事業兵庫支店を兵庫郵便局に統合。

## 取扱内容

### 兵庫郵便局
- 郵便、印紙、ゆうパック、内容証明
- 生命保険、バイク自賠責保険、自動車保険
- 地方公共団体事務（兵庫県住宅再建共済基金利用申込取次事務）
- 「652-00xx」「652-08xx」区域（神戸市兵庫区の全域、神戸市北区（山田町下谷上の一部））の集配業務
- ゆうゆう窓口

### ゆうちょ銀行兵庫店
- 貯金、貸付、為替、振替、振込、国際送金、外貨両替、トラベラーズチェック、国債、投資信託、変額年金保険
- ATM

## 周辺
- 兵庫警察署
- 湊川公園

## アクセス
- 阪神電気鉄道・阪急電鉄 新開地駅から徒歩約4分
- 神戸市営地下鉄西神・山手線 湊川公園駅から徒歩約8分
- 神戸市バス 新開地停留所下車
- 阪神高速神戸線 柳原出入口から北へ約800m
- 国道28号沿い
- 駐車場あり：2台